# Ruth First
Heloise Ruth First (Johannesburgo, 4 de maio de 1925 – Maputo, 17 de agosto de 1982) foi uma jornalista, professora universitária e ativista branca sul-africana, radicada em Moçambique. Foi morta na luta contra o apartheid.

## Biografia
Seus pais, Matilda e Julius First, judeus originários da Letónia, eram membros do Partido Comunista da África do Sul.
Casou-se com Joe Slovo, em 1949, e conheceu Nelson Mandela quando ainda estudante na Universidade de Witwatersrand.
No Julgamento por Traição foi presa e absolvida. Em 1960, com o estado de emergência no país, fugiu com os filhos para a Suíça. Foi novamente presa em 1963, ficando confinada numa solitária; após a sua libertação fugiu para o Reino Unido, iniciando o exílio.
First foi uma das implicadas no Julgamento de Rivonia, embora estivesse no exílio.
Em 1977 instalou-se em Moçambique, onde foi morta num atentado com carta-bomba, enquanto estava no seu escritório junto ao professor Aquino de Bragança, Pallo Jordon e outros amigos.
First fora a Maputo para lecionar na Universidade Eduardo Mondlane a convite de Aquino, que voltara a Moçambique quando da libertação do país e, a pedido da Frelimo, recriara o Centro de Estudos Africanos.